# Dallara F191
A Dallara F191 egy Formula–1-es versenyautó, melyet a Dallara tervezett és a BMS Scuderia Italia csapat versenyeztetett az 1991-es Formula–1 világbajnokság során. Pilótái Emanuele Pirro és JJ Lehto voltak.

## Áttekintés
A modellt a Dallara készítette, és ezúttal nem a korábbi évek versenyautóinak továbbfejlesztésével, hanem egy teljesen új kasztni tervezésével. A csapat megvált a Ford-motoroktól, helyettük a Judd erőforrásait szerezték be, ami relatíve könnyű volt és viszonylag erősnek is mondható. Az orrot az új fejlesztési trendeknek megfelelően magasabbra emelték. Az autókat Pirelli gumikkal szerelték, amely jelentős fegyverténynek volt mondható, tekintettel arra, hogy bár elég szeszélyes volt a használhatóságuk, bizonyos pályákon jelentős tapadási előnyt biztosítottak.
Pirro mellé JJ Lehto érkezett a csapathoz, aki a tesztidőszakban össze is törte a Dallarát. A baleset bekövetkeztének okaként a hátsó fékek meghibásodását rögzítették.
Mivel az előző idényben nem szerzett pontot a csapat, ezért prekvalifikációra kényszerültek, amit az esetek többségében sikerült megugraniuk. Az idénynyitón kettős kiesést könyvelhettek el, és aztán Brazíliában is csak Pirro ért célba. Imolában Pirrónak nem sikerült a prekvalifikáció, Lehto viszont parádés versenyzéssel harmadik lett, ezzel megszerezve a csapat történetének második dobogóját. Monacóban Pirro szerzett még egy pontot egy hatodik helyezéssel, ezt követően azonban az idényben több pontot nem szereztek. Lehto különféle technikai problémák miatt kiesett, Pirro pedig általában a pontszerző zónán kívül ért célba - egyiküknek sem kellett viszont részt vennie a prekvalifikáción. Eredményük mégis elegendő volt a konstruktőri nyolcadik helyezéshez.

## Eredmények
(félkövér jelöli a pole pozíciót, dőlt betű a leggyorsabb kört)
| Év   | Csapat              | Motor   | Gumik | Pilóták        | 1   | 2   | 3   | 4   | 5   | 6   | 7   | 8   | 9   | 10  | 11  | 12  | 13  | 14  | 15  | 16  | Pontok | Helyezés |
| ---- | ------------------- | ------- | ----- | -------------- | --- | --- | --- | --- | --- | --- | --- | --- | --- | --- | --- | --- | --- | --- | --- | --- | ------ | -------- |
| 1991 | BMS Scuderia Italia | Judd GV | P     |                | USA | BRA | SMR | MON | CAN | MEX | FRA | GBR | GER | HUN | BEL | ITA | POR | ESP | JPN | AUS | 5      | 8.       |
| 1991 | BMS Scuderia Italia | Judd GV | P     | Emanuele Pirro | KI  | 11  | NPK | 6   | 9   | NPK | NPK | 10  | 10  | KI  | 8   | 10  | KI  | 15  | KI  | 7   | 5      | 8.       |
| 1991 | BMS Scuderia Italia | Judd GV | P     | JJ Lehto       | KI  | KI  | 3   | 11  | KI  | KI  | KI  | 13  | KI  | KI  | KI  | KI  | KI  | 8   | KI  | 12  | 5      | 8.       |